# SS Bovic (1892)
SS Bovic byl parník společnosti White Star Line vybudovaný v loděnicích Harland & Wolff v Belfastu. Jeho sesterskou lodí byl SS Naronic. Původně byl navržen jako nákladní loď převážející dobytek, později byl přestavěn na osobní loď. Na vodu byl spuštěn 28. června 1892 a na svou první plavbu z Liverpoolu do New Yorku vyplul 26. srpna 1892. Od 21. února 1914 plul na trase Manchester - New York. Od roku 1917 sloužil ve válce pro Royal Navy a roku 1922 prodán rejdařství Leyland Line a přejmenován na Colonian. Nakonec byl roku 1928 v Rotterdamu sešrotován.